# カンテ・ディアスポラ
『カンテ・ディアスポラ』（CANTE DIASPORA）は、2008年9月17日に発売されたソウル・フラワー・ユニオンの9枚目のアルバム。

## 解説
前作『ロロサエ・モナムール』以降、ソウル・フラワー・モノノケ・サミットの『デラシネ・チンドン』、2000年代のベスト盤『ゴースト・ヒッツ 00-06』、7〜8曲入りのマキシ・シングル3作（『ラヴィエベル〜人生は素晴らしい!』『寝顔を見せて』『海へゆく』）、ライヴDVD『ライヴ辺野古』などを立て続けにリリースしていた彼らが、満を持して3年ぶりに発表した73分の大作である。中川敬自身が雑誌のインタヴューなどでローリング・ストーンズの『メイン・ストリートのならず者』やボブ・ディランの『ブロンド・オン・ブロンド』、ビートルズの『ホワイト・アルバム』などのアナログ2枚組アルバムを引き合いに出したように、ソウル・フラワーのリリース史上最も収録時間の長い作品になっている。
本作は、新たな米軍基地建設計画に揺れる沖縄・辺野古の人々との出逢いや（「辺野古節」「海へゆく」）、ヨルダンのパレスチナ難民キャンプでのライヴ（「パレスチナ」）、また、中川敬に息子が出来たこと（「もっとおっぱい」「寝顔を見せて」）などが音楽制作に大きな影響を与えており、ハリウッド的二元論の世界（「月光ファンファーレ」）から半径1メートルの世界（「もっとおっぱい」「寝顔を見せて」）へ到達する、というコンセプト・アルバムになっている。
また、長年癌闘病中であった舞踏家・歌舞伎昌三（同年12月8日永眠）へのエールとして書かれた「愛の総動員」や、重度障害者の友人にインスパイアされた「閃光花火」などが収録されている。
サウンド面では、彼らの長年の盟友でありソウル・フラワー・アコースティック・パルチザンのメンバーでもあるピアニスト・リクオが全曲ベーシック録音から参加しており、伝統的に彼らのレコーディングにあった中川と奥野のダビング作業が極力押さえられ、楽器数のわりにシンプルな音世界を構築している。ブラスはBLACK BOTTOM BRASS BAND、フィドルは金子飛鳥が担当している。
なお、アルバム・タイトルの「カンテ」はスペイン語で「うた」、「ディアスポラ」は古代ギリシャ語で「離散」という意味で、アルバム・ジャケットは、戦争写真家ジェームズ・ナクトウェイによるニカラグアの写真である。

## 収録曲
1. 月光ファンファーレ MOONLIGHT FANFARE
2. 愛の総動員 AI NO SODOIN (THE MOBILIZATION OF LOVE)
3. 海へゆく UMI E YUKU (GO TO THE SEA)
4. ラヴィエベル〜人生は素晴らしい! LA VIE EST BELLE (LIFE IS BEAUTIFUL)
5. 道草節 MICHIKUSA BUSHI (STOPOVER SONG)
6. 閃光花火 SENKO HANABI (FLASHING FIREWORKS)
7. スイミング・プール SWIMMING POOL
8. パレスチナ PALESTINE
9. 国境線上のカルナバル～ヒャクショウ・ソウル CARNIVAL ON THE BORDERLINE
10. 非公式な夜 HIKOSHIKI NA YORU (UNOFFICIAL NIGHT)
11. 名もなき惑星 NAMONAKI WAKUSEI (THE UNNAMED PLANET)
12. 辺野古節 HENOKO BUSHI
13. 朝ぼらけ ASABORAKE (THE DAWN)
14. もっとおっぱい MOTTO OPPAI (MORE BREASTS)
15. 寝顔を見せて NEGAO WO MISETE(LET ME SEE YOUR SLEEPING FACE)

## 備考
- M-3 2008年6月18日発売のリード・シングル。
- M-4 2007年6月27日発売のリード・シングル。
- M-12 2008年3月5日発売のDVD『ライヴ辺野古』に付属のExclusive Maxi Single。
- M-15 2007年11月28日発売のリード・シングル。